# Гольмій
Гольмій (Ho) — хімічний елемент з атомним номером 67, проста речовина якого є рідкісноземельним металом. Гольмій належить до лантаноїдів. Його густина 8780 кг/м³, температура плавлення 1460 °C. Він легко піддається механічній обробці, хімічно активний; при високих температурах взаємодіє з киснем, галогенами, на повітрі окиснюється. Вміст гольмію в земній корі 1,3·10-7 % за масою. Рудні мінерали: монацит, ксенотим, евксеніт. Використовується в люмінофорах.

## Історія
У 1878 році швейцарські хіміки Марк Делафонтен та Жак-Луї Соре відкрили цей елемент спектроскопічно та назвали його ›X‹. У 1879 незалежно від них гольмій відкрив шведський хімік Пер Теодор Клеве і виділив його у вигляді жовтого оксиду із забрудненого ербію (оксиду ербію). Клеве використав розроблену іншим шведським хіміком Мосандером (Carl Gustaf Mosander) методику: спочатку відділив всі відомі речовини і отримав залишок який теж розділився на два. Перший коричневий — називає його Гольмія а другий зелений — Тулія.

Тільки у 1911 році вдалося іншому шведському хіміку Гольмбергу отримати чистий оксид гольмію. Металевий гольмій вперше отримали лише у 1940 році.

## Етимологія
Назва походить від латинізованої назви Стокгольма — лат. Holmia — Гольмія.

## Властивості

### Фізичні
Коефіцієнт теплового розширення (монокристала вздовж головної осі) — 13×10−6, у перпендикулярному напрямку — 5×10−6.
Гольмій — порівняно м'який і ковкий метал. Модуль всебічного стиску (ізотермічний) — 39,7 ГПа. Модуль Юнга — 67,17 ГПа. Границя міцності — 0,28 ГПа. Твердість за Віккерсом — 481 HV. Модуль зсуву — 26 ГПа.
Питомий опір монокристала вздовж головної осі — 61×10−8 Ом·м, у перпендикулярному напрямку — 102×10−8 Ом·м, у полікристала — 94×10−8 Ом·м. Температурний коефіцієнт електричного опору — 1,71×10−3 К−1.
За кімнатної температури — парамагнетик. при охолоджені до 132 К (точка Нееля) перетворюється на гелікоїдний антиферомагнетик, причому у цій фазі він має рекордне серед простих речовин магнітне поле насичення — 3,9 Тесла, а при подальшому охолоджені до 19,6 К (точка Кюрі)  — у гелікоїдний феромагнетик.
Гольмій у феромагнітному стані має найвищу серед простих речовин магнітну проникність.
За низьких температур, близьких до точки Кюрі, у гольмії утворюються складні магнітні структури типу сліп-спін (спінове проковзування). За температур 21 К, 42 К і 98 К у гольмії фіксуються магнітні аномалії.
Магнітна сприйнятливість гольмію — 0,86 у одиницях SI.
Переріз поглинання теплових нейтронів — 65 барн.
Магнітний момент ядра — 3,31 ядерних магнетонів, атома — 10,34 магнетонів, що є одним з найвищих значень серед елементів.

### Алотропи
Відомі дві алотропні модифікації гольмію.
α-гольмій має гексагональну щільноупаковану ґратку з параметрами a=3,578 Å, c=5,618 Å. 
β-гольмій існує у вузькому температурному діапазоні між 1700 К і 1740 К (температура плавлення). Він має об'ємноцентровану кубічну ґратку з параметром a=3,96 Å.

### Хімічні
У сполуках гольмій має ступінь окиснення +3, рідше +2. 
Гольмій повільно, а при високій температурі активно реагує з киснем повітря з утворенням гольмій (ІІІ) оксиду:
4Ho + 3O2 → 2Ho2O3
Повільно реагує з водою, однак реакція пришвидшується при нагріванні з утворенням гідроксиду:
2Ho + 6H2O → 2Ho(OH)3 + 3 H2
Гольмій реагує з галогенами:
2Ho + 3F2 → 2HoF3 [сіль рожевого кольору ]
2Ho + 3Cl2 → 2HoCl3 [сіль жовтого кольору]
2Ho + 3Br2 → 2HoBr3 [сіль жовтого кольору ]
2Ho + 3I2 → 2HoI3 [сіль жовтого кольору ]
Ho реагує з розбавленою сульфатною кислотою з утворенням Ho(III) іона який забарвлює розчин у жовтий колір (існує як [Ho(OH2)9]3+ аквакомплекс)
2Ho + 3H2SO4 → 2Ho3+ + 3SO2−
4 + 3H2↑

## Ізотопи
Весь природній гольмій складається лише з одного ізотопу, Ho165.
Штучно було отримано ще 54 ізотопів гольмію з масовими числами від 140 до 172, 23 з яких — метастабільні.
З нестабільних ізотопів, найбільші періоди напіврозпаду мають Ho163 (4570 років) і Ho166m (1200 років).

## Отримання
Як і інші лантаноїди, гольмій переважно добувається з монацитових пісків. Типова частка гольмію в них — 0,05 %.
Після дещо складного процесу відділення від попутних елементів, переводять оксид гольмію за допомогою HF у фторид. Після чого відновлюють кальцієм до металу. Решту кальцію із сплаву відганяють плавкою у вакуумі.
Щороку видобувають близько 10 тонн гольмію. Основними постачальниками металу є Китай, США, Бразилія, Індія, Шрі-Ланка і Австралія.

## Застосування
Використання гольмію стримується його рідкістю, через що він замінюється іншими лантаноїдами, де це можливо.
Завдяки своїм незвичайним магнітним властивостям, гольмій використовується для виготовлення концентраторів магнітного потоку для сильних полів, наприклад, для магнітно-резонансної томографії.
Ітриєво-алюмінієві гранати, доповані гольмієм (Ho:YAG), є робочим тілом для гольмієвих твердотільних лазерів. Такі лазери мають дуже вузьку лінію випромінювання, а також працюють у безпечному для очей діапазоні (близько 2 мікрометрів — ближнє інфрачервоне випромінювання), тому використовуються для хірургічної ендоскопії. Також, оскільки випромінювання таких лазерів порівняно слабко поглинається в атмосфері, в авіації з їх допомогою фіксуються атмосферні вихори по курсу прямування літаків та біля аеропортів.
Оксид гольмію використовується як колорант для фіаніту і скла. Він забарвлює їх в червоний або жовтий колір.
Довгоживучий метастабільний ізотоп 166mHo використовується для калібрування гамма-спектрометрів.
Гольмій є непоганим поглиначем нейтронів, тому використовується у керувальних стрижнях ядерних реакторів.